# Bernard Hœpffner
Pour les articles homonymes, voir Hoepffner.
Bernard Hœpffner, né le 8 juin 1946 à Strasbourg (Bas-Rhin) et mort le 6 mai 2017 dans le Pembrokeshire (Pays de Galles), est un écrivain et traducteur français.

## Biographie
Bernard Hœpffner suit des études d'architecture, avant de fuir le service militaire et de trouver refuge au Royaume-Uni. Il est ensuite restaurateur d'objets et agriculteur.
Il commence dans la traduction après avoir rencontré Catherine Goffaux à Lyon et  traduit principalement de l'anglais : Thomas Browne, Gilbert Sorrentino, Seamus Heaney, Elizabeth Bishop, Daniel Vollman, Gabriel Josipovici, Robert Coover, etc.
Il était le vice-président de l'Association pour la promotion de la traduction littéraire.
Il meurt à 70 ans,, emporté par la mer pendant qu'il se promenait sur le littoral gallois, au cap de St David's, dans le Pembrokeshire.

## Œuvres

### Livres
- Guy Davenport : l'utopie localisée, Paris, Belin, coll. « Voix américaines », 1998, 127 p. (ISBN 2-7011-2342-9)
- Portrait du traducteur en escroc, Auch, Tristram, 2018, 282 p. (EAN 9782367190679)

### Traductions
- Herman Melville, Trois contes doubles, Grenoble, Éditions Cent Pages, 1996, nouvelle édition 2005
- Gilbert Sorrentino, Steelwork, Grenoble, Éditions Cent Pages, 1999
- Robert Burton, Anatomie de la mélancolie, trois volumes traduits avec Catherine Goffaux, José Corti, 2000
- Olivier Gadet, J'emmerde Le Monde, bilingue, Éditions Cent Pages, 2003
- James Joyce, Ulysse, sous la direction de Jacques Aubert[3], Gallimard, 2004
- Edmund White, La Tendresse sur la peau, Paris, 10-18, 2005
- Astrophil et Stella, l'amoureux de l'étoile et l'Etoile, de Sir Philip SIDNEY, L'or des fous, éditeur 2006
- Défense de la poésie, de Sir Philip SIDNEY, L'or des fous, éditeur 2006
- Gilbert Sorrentino, Salmigondis, Grenoble, Éditions Cent Pages, 2006
- Martin Amis, La Maison des rencontres, Gallimard, 2007
- Mark Twain, Les Aventures de Tom Sawyer, Auch, Tristram, 2008  (ISBN 978-2-907681-67-4)
- Mark Twain, Aventures de Huckleberry Finn, Auch, Tristram, 2008  (ISBN 978-2-907681-68-1)
- Gilbert Sorrentino, L'Abîme de l'illusion humaine[4], Éditions Cent Pages, 2009
- Gilbert Sorrentino, Red le démon, Grenoble, Éditions Cent Pages, 2010
- Gilbert Sorrentino, La folie de l'or, Grenoble, Éditions Cent Pages, 2010

### Hommages
- Dans son roman L'Anomalie, prix Goncourt 2020, Hervé Le Tellier rend hommage, entre autres, à Bernard Hœpffner à travers le personnage de Victor Miesel[5].